# Friedrich August Wolf
Friedrich August Wolf (15 de febrer de 1759, Haynrode, Saxònia - 8 d'agost de 1824, Marsella, França) fou un filòleg i hel·lenista alemany, famós per haver qüestionat la unitat de composició dels poemes homèrics.

## Biografia
El seu pare era mestre d'escola i organista. Es va traslladar amb la seva família a Nordhausen i de la seva escola, on va aprendre llatí, grec, castellà, francès, italià i música, va passar el 1777 a estudiar filologia clàssica a Göttingen sota la direcció de Christian Gottlob Heyne; però Heyne va excloure'l de les seves lliçons quan va fer-li saber els seus punts de vista sobre Homer. Wolf fou després un estimat professor a Ilfeld el 1779 i va dirigir l'escola d'Ostróda des del 1782; una edició seva del Banquet de Plató va fer que l'any següent accedís a la càtedra de filosofia i propedèutica a la Universitat de Halle. Quan Napoleó va ordenar tancar la universitat el 1807, va anar-se'n a Berlín, on fou nomenat membre de l'Acadèmia de Ciències; a la seva universitat va ensenyar des del 1810. A Prússia va procurar instaurar una mena de nou humanisme que restaurés els valors no només intel·lectuals, sinó morals de la joventut d'un país devastat per la guerra. Va col·laborar estretament amb Wilhelm von Humboldt, Johann Wolfgang von Goethe i Friedrich Schiller, i va fer de la història antiga i de la filologia disciplines fonamentals al nou sistema universitari prussià.
A Prolegomena ad Homerum (1795) va intentar demostrar, per mitjà d'una crítica de la forma i contingut de la Ilíada i l'Odissea, que aquestes epopeies eren en realitat resultat d'un procés constitutiu progressiu de suma o addició de diversos fragments èpics composts per diferents aedes i pertanyents a èpoques molt diferents i, per tant, no es devien a un sol autor, sinó que van ser recopilats i units en una sola redacció al voltant del segle vi aC, quan el tirà Pisístrat va designar una comissió de persones instruïdes per reunir els poemes d'Homer i fixar-ne un text únic ben definit. Aquest punt de vista va suscitar un important debat intel·lectual a filologia denominat "qüestió homèrica". Entre les seves altres obres hi ha també Exposició de la ciència de l'antiguitat (1807).

## Obres
- Antiquitäten von Griechenland, Hammerde, Halle, 1787
- Darstellung der Alterthums-Wissenschaft, Berlin, 1807. Réédition : Acta Humaniora, Weinheim, 1986 (ISBN 3-527-17552-0)
- Encyclopädie der Philologie, Expedition d. Europ. Aufsehers, Leipzig, 1831
- Kleine Schriften in lateinischer und deutscher Sprache. Olms, Hildesheim, 2003. Vol. 1. Scripta latina (ISBN 3-487-12033-X) Vol. 2. Deutsche Aufsätze (ISBN 3-487-12034-8)
- Prolegomena zu Homer. 1795, Reclam, Leipzig, 1908
- Prolegomena to Homer. 1795, traducción en inglés, Princeton University Press, Princeton, N.J. 1988 (ISBN 0-691-10247-3)